# Боковая борозда
Боковая борозда (лат. sulcus lateralis), также известная как боковая щель (лат. fissura lateralis), латеральная борозда, сильвиева борозда — одна из крупнейших борозд конечного мозга, разделяет лобную и теменную доли от височной доли. В глубине борозды находится островковая доля.

## Анатомия
Боковые борозды расположены в обеих полушариях и отделяют височную долю от лобной и теменной. Эта борозда появляется одной из первых уже на четырнадцатой неделе эмбрионального развития.
В глубине борозды находится островковая доля (островковая кора).
Боковая борозда берет начало на основании мозга и делится на короткую, глубокую, направляющуюся прямо вперед переднюю ветвь (ramus anterior), на направляющуюся кверху и также короткую восходящую ветвь (ramus ascendens) и на заднюю ветвь (ramus posterior), очень длинную, направляющуюся отлого кзади и кверху и разделяющуюся в заднем конце на восходящую и нисходящую ветви.
Из-за асимметрии полушарий (Сдвиг Яковлева) латеральная борозда обычно длиннее и менее изогнута в левом полушарии по сравнению с правым.

## Обнаружение
Кора больших полушарий с боковой бороздой впервые была изображена в реалистичном виде Иеронимом Фабрицием в его работе 1600 года Tabulae Pictae.

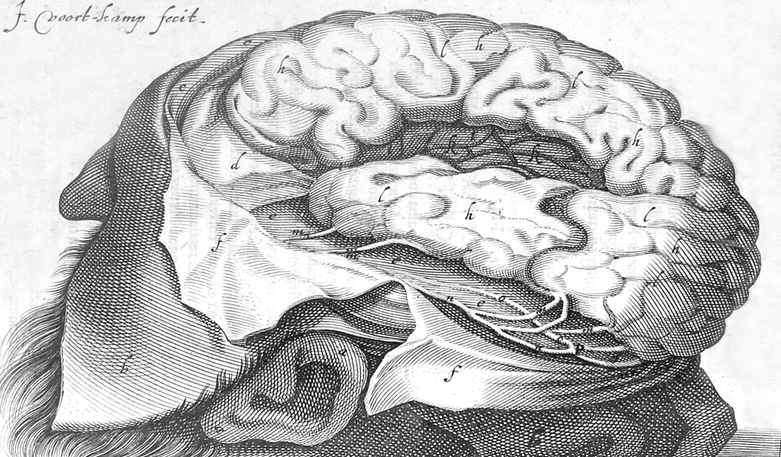
Иллюстрация 1641 года в анатомическом атласе, после публикации которого борозду назвали именем Франциска Сильвия

Традиционно считается, что первое описание боковой борозды сделал в 1641 году Каспар Бартолин, который приписывал её открытие Франциску Сильвию (1614—1672), профессору медицины в Лейденского университета. В своей книге Casp. Bartolini Institutiones Anatomicae Бартолин написал: «F.S. [вероятно, отсылка к Франциску Сильвию], если вы внимательно исследуете впадины, представленные на рисунке 5, вы заметите, что они очень глубокие и что мозг разделён «извилистой щелью» (anfractuosa fissura), которая начинается в передней части [мозга] около основания глаз, и протягивается оттуда далее над основанием спинного мозга, следует по височным костям, и разделяет верхнюю часть мозга от нижней».
Так как Каспар Бартолин умер в 1629 году, а Франциск Сильвий начал заниматься медициной только в 1632 году, эти слова, вероятно, были написаны либо его сыном Томасом Бартолином, либо самим Франциском Сильвием. В 1663 году в своём труде Disputationem Medicarum, Франциск Сильвий  так описал боковую борозду: «Особенно примечательна глубокая щель, или хиатус, которая начинается в основании глаз (oculorum radices)… Она продолжается кзади над висками и доходит до ствола мозга (medulla radices)… Она разделяет мозг на верхнюю, большую часть, и нижнюю, меньшую часть».

## В популярной культуре

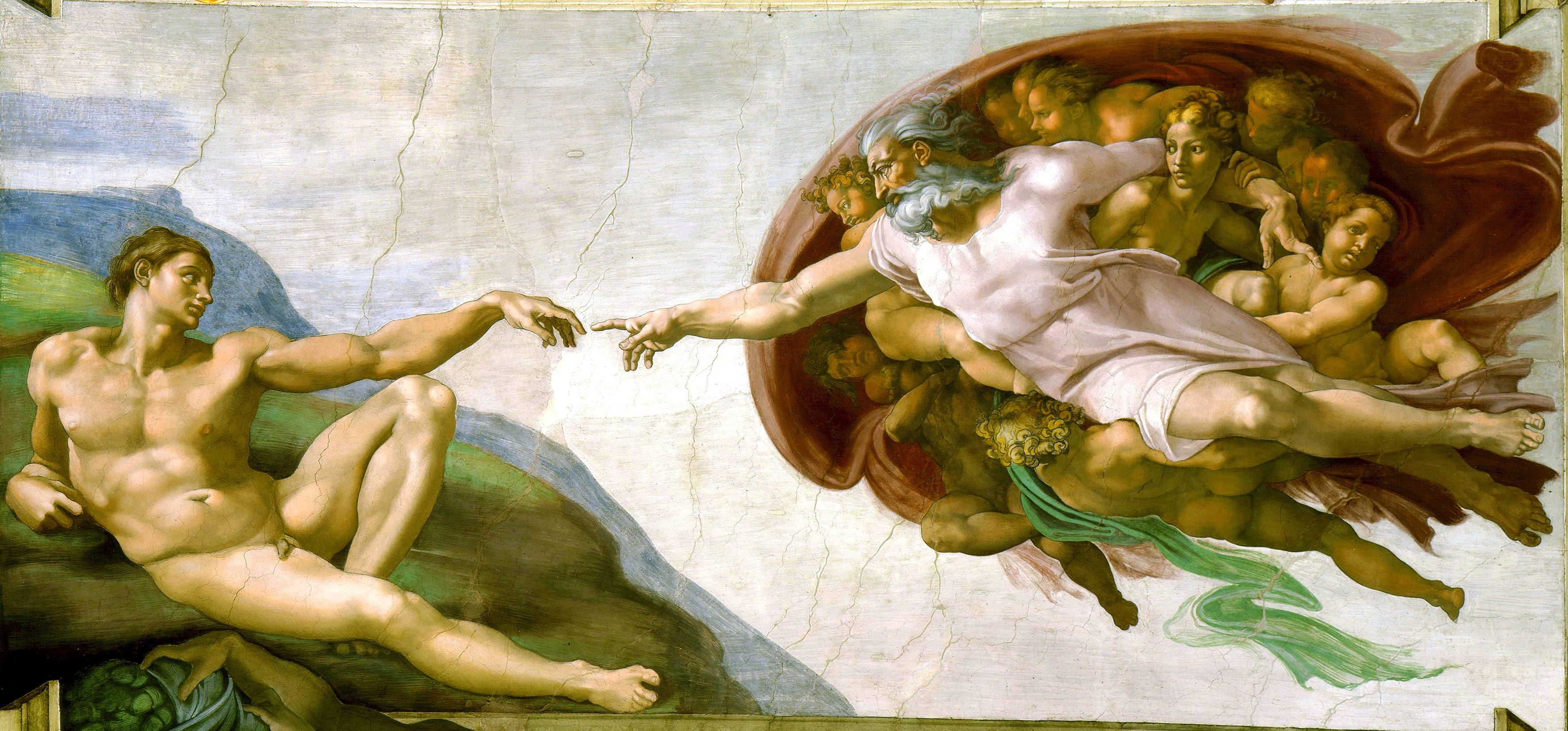
Фреска «Сотворение Адама», красное полотно может символизировать человеческий мозг

Поп-музыкант Дэвид Боуи упомянул психиатра Карла Густава Юнга и сильвиеву борозду в песне Drive-In Saturday с альбома 1973 года Aladdin Sane. В песне звучит строчка: «...crashing out with Sylvian». В 2015 году была опубликована статья, в которой автор (Таня Старк) предполагает, что Боуи в своей песне «зашифровал» связь между галлюцинаторными видениями Юнга в его «Красной книге» и сильвиевой бороздой. К тому времени данную область мозга уже связывали с возникновением галлюцинаций и «паранормальным» восприятием при электрической стимуляции. Старк отмечает, что в другой песне Боуи с того же альбома под названием Oh! You Pretty Things поётся о «расщелине в небесах и руке, спускающейся ко мне» (англ. ...a crack in the sky and a hand reaching down to me), что является аллюзией к картине «Сотворение Адама». Знаменитая фреска Микеланджело, как отмечается в публикации American Medical Journal, представляет собой схематичное изображение головного мозга человека с отчётливо заметной сильвиевой бороздой. Вероятно, Микеланджело сознательно объединил в этой фреске теологию и нейроанатомию. Однако есть и иные интерпретации  элементов «Сотворения Адама», например, то, что они изображают матку и пуповину.

## Дополнительные изображения

Боковая борозда отмечена красным
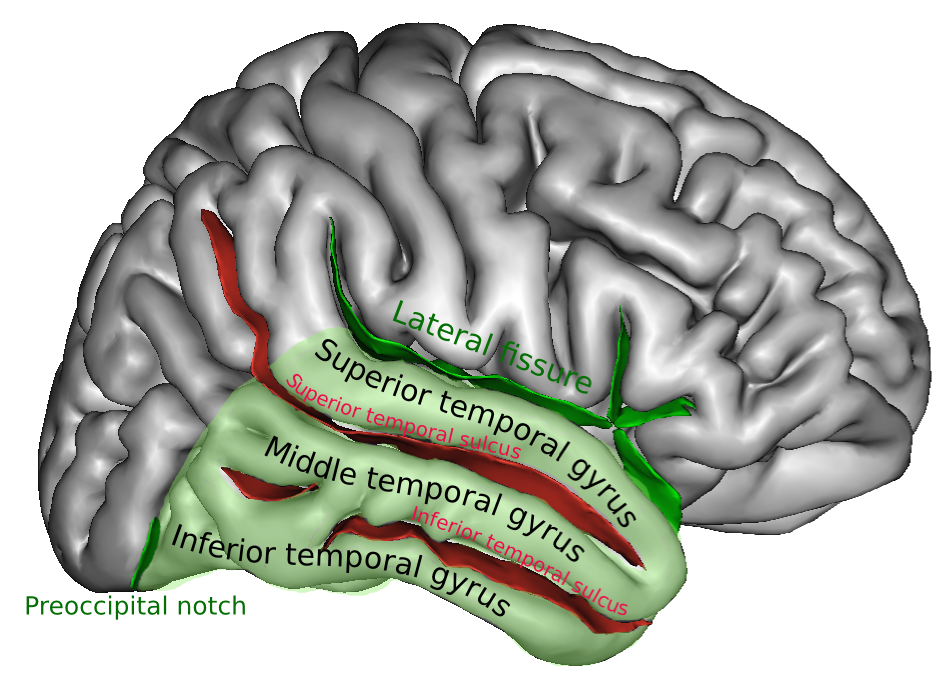
Боковая борозда отмечена зелёным
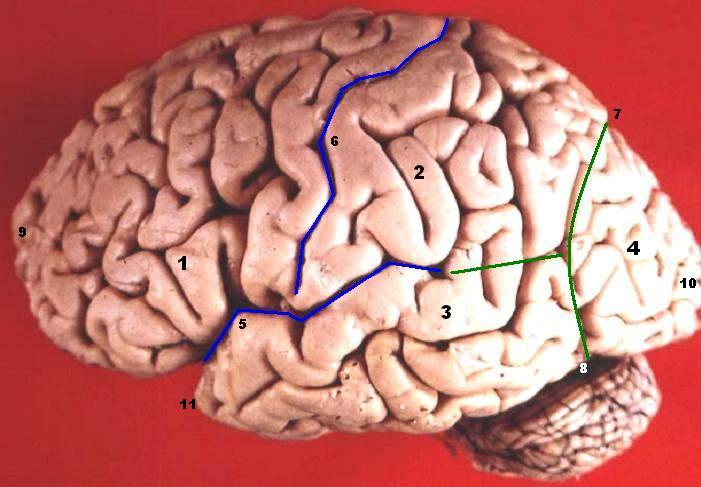
Боковая борозда отмечена цифрой 5